# Majur (Sisak-Moslavina)
Majur is een gemeente in de Kroatische provincie Sisak-Moslavina.
Majur telt 1490 inwoners.
Steden (gradovi): Sisak · Glina · Hrvatska Kostajnica · Kutina · Novska · Petrinja

Gemeenten (općine): Donji Kukuruzari · Dvor · Gvozd · Hrvatska Dubica · Jasenovac · Lekenik · Lipovljani · Majur · Martinska Ves · Popovača · Sunja · Topusko · Velika Ludina